# Paulina Głaz
Paulina Głaz est une joueuse de volley-ball polonaise née le 4 janvier 1994 à Tomaszów Lubelski. Elle mesure 1,84 m et joue au poste de réceptionneuse-attaquante. Elle totalise 12 sélections en équipe de Pologne.

## Clubs
| Club                        | De        | À         |
| --------------------------- | --------- | --------- |
| Tomasovia Tomaszów Lubelski |           | 2010-2011 |
| Sparta Varsovie             | 2011-2012 | 2011-2012 |
| KS Pałac Bydgoszcz          | 2012-2013 | 2013-2014 |
| KS Developres Rzeszów       | 2014-2015 | 2015-2016 |
| Karpaty Krosno              | 2016-2017 | 2016-2017 |
| UKS Jedynka Tarnów          | 2017-2018 | 2018-2019 |
| SPS Stal Mielec             | 2019-2020 | …         |